# Koenraad II van Karinthië
Koenraad II van Karinthië (circa 1003 - 20 juli 1039), ook bekend als Koenraad de Jongere, was van 1035 tot aan zijn dood hertog van Karinthië en markgraaf van Verona. Hij stamde uit de Salische dynastie.

## Levensloop
Hij was de oudste zoon van Koenraad I van Karinthië en Mathilde van Zwaben, dochter van Herman II van Zwaben. Toen zijn vader in 1011 stierf, was hij nog minderjarig. Hierdoor benoemde Heilig Rooms keizer Hendrik II Adalbero van Eppenstein tot hertog van Karinthië.
Bij het conflict over de erfenis van Herman II van Zwaben koos Koenraad de Jongere de zijde van zijn neef Koenraad de Oudere tegen Adalbero van Eppenstein. Dit leidde uiteindelijk tot een veldslag bij Ulm, waarbij Adalbero van Eppenstein verslagen werd.
In 1024 was hij kandidaat om Heilig Rooms keizer te worden na de dood van Hendrik II. Toen bleek dat zijn neef Koenraad de Oudere ook kandidaat was, trok hij zich echter terug. Deze werd verkozen tot keizer onder de naam Koenraad II. In ruil kreeg Koenraad de Jongere de garantie dat hij Adalbero van Eppenstein mocht opvolgen als hertog van Karinthië.
Nadat Adalbero van Eppenstein in mei 1035 rebelleerde tegen keizer Koenraad II, werd hij ontslagen als hertog van Karinthië. Koenraad de Jongere werd vervolgens benoemd tot de nieuwe hertog van Karinthië. In 1036-1037 vergezelde hij keizer Koenraad II bij zijn reis door Italië.
In 1039 overleed hij, waarschijnlijk ongehuwd en zonder wettige nakomelingen na te laten. Hij werd naast zijn vader en moeder begraven in de Dom van Worms. Als hertog van Karinthië werd hij opgevolgd door Hendrik, de zoon van keizer Koenraad II.